# Kamenec (Zámrsky)
Kamenec (deutsch Kamenetz, auch Kamenetzer Hof) ist eine Einschicht und Wüstung in der Gemeinde Zámrsky in Tschechien. Sie liegt sechs Kilometer südöstlich von Hranice und gehört zum Okres Přerov.

## Geographie
Kamenec befindet sich am nördlichen Fuße der Kelečská pahorkatina (Keltscher Hügelland) am linken Ufer der Bečva. Südlich erhebt sich der Strážisko (335 m). Am gegenüberliegenden Flussufer verlaufen die Bahnstrecke Hranice – Púchov, an der in Kačena die Bahnstation Špičky liegt, sowie die Staatsstraße I/35 / E 442 von Hranice nach Valašské Meziříčí. Nach Kačena führt eine Fußgängerbrücke über die Bečva.
Nachbarorte sind Kačena und Špičky im Norden, Hranické Loučky und Milotice nad Bečvou im Nordosten, Hustopeče nad Bečvou im Osten, Pod Doubravou, Ve Včelárně und Zámrsky im Südosten, Dolní Těšice im Süden, Skalička, Nové Sady und Ústí im Südwesten, Černotín im Westen sowie Hluzov im Nordwesten.

## Geschichte
Die erste schriftliche Erwähnung des bischöflichen Lehngutes und Dorfes Camentz erfolgte 1328 als Besitz des Vlček von Domky. Im Jahre 1523 wurde der Ort als  Kamence bezeichnet. Ab 1532 besaß Bernhard d. J. von Zierotin die Feste Kamenec mit dem zugehörigen Dörfern Kamenec und Zámrsky. Nach dessen Tode fiel das Lehen Wilhelm von Zierotins Sohn Karl zu. In dieser Zeit erlosch das Dorf Kamenec, es wurde 1547 als wüst genannt. Im Jahre 1600 erbte Karls Sohn Viktorin das Gut. Er vermachte 1608 seinen Besitz gemeinschaftlich seiner Frau Polyxena von Nechrov und seinen beiden Töchtern Anna Maria und Johanna Emilia, verheiratete von Waldstein. Letztere verkaufte Kamenec vier Jahre später ihrem Onkel Wilhelm Friedrich von Zierotin, der nach der Schlacht am Weißen Berg im Jahre 1621 seine Güter verlor. Das eingezogene Gut fiel wieder dem Bistum zu, das es mit der Herrschaft Kelč vereinigte. Die Feste verlor damit ihre Bedeutung als Adelssitz und verfiel; an ihrer Stelle entstand ein bischöflicher Hof. Dieser wurde 1771 als dvůr Kamenský und Kamenez villa bezeichnet. Aus dem Jahre 1798 ist der Name Kamenz überliefert.
Nach der Aufhebung der Patrimonialherrschaften bildete der Hof Kamenec/Kamenetz ab 1850 einen Teil der Gemeinde Zámrsky in der Bezirkshauptmannschaft Mährisch Weißkirchen.
Im Zuge der Bodenreform wurde der 500 ha Ackerland und Wald umfassende Besitz des Kamenetzer Hofes 1924 aufgeteilt und verkauft. Die aus dem Hof und einigen Wohnhäusern bestehende Einschicht Kamenec ist heute Teil der Gemeinde Zámrsky.

## Persönlichkeiten
- Tatiana Grigorovici (1877–1952), marxistische Ökonomin

## Sehenswürdigkeiten
- Naturreservat Doubek mit 26 ha Fläche, südöstlich des Ortes